# Fibrină

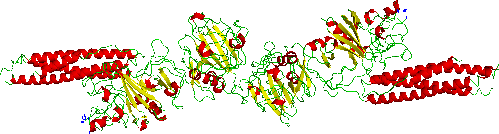
Structura terțiară a fibrinei umane

Fibrina sau factorul Ia este o proteină fibroasă implicată în procesul de coagulare a sângelui. Este formată ca urmare a acțiunii trombinei asupra fibrinogenului, ceea ce induce polimerizarea. Fibrina, împreună cu trombocitele, formează o rețea la locul leziunii, cu scopul de a opri sângerarea. Fibrina se leagă și reduce activitatea trombinei, ceea ce se poartă numele de activitate antitrombină I.
Ca urmare a lezării tisulare sau vasculare, are loc atașarea trombocitelor sau plachetelor sanguine. Acestea prezintă receptori pentru trombină la suprafața lor, și vor lega moleculele circulante de trombină, ceea ce induce conversia fibrinogenului solubil la fibrină insolubilă, la locul leziunii. Catenele de fibrină sunt lungi și insolubile, fiind legate de plachete. Factorul XIII completează cross-linkarea fibrinei cu scopul întăririi rețelei formate. 
Rețeaua de fibrină este degradată de plasmină.